# Harlington Shereni
Harlington Shereni (ur. 6 lipca 1975 w Harare) – piłkarz zimbabwejski grający na pozycji defensywnego pomocnika.

## Kariera klubowa
Karierę piłkarską Shereni rozpoczął klubie Dynamos Harare. W 1995 roku zadebiutował w jego barwach w zimbabwejskiej Premier League. Już w debiutanckim sezonie wywalczył z Dynamos mistrzostwo Zimbabwe oraz zdobył Puchar Niepodległości Zimbabwe. W 1996 roku sięgnął po Puchar Zimbabwe, a w 1997 po drugie mistrzostwo kraju. Z kolei w 1998 roku zdobył kolejny Puchar Niepodległości i wystąpił w finale Ligi Mistrzów z ASEC Mimosas (2:4, 0:0). W 1999 roku Zimbabwejczyk wyjechał do Europy i przez 4 sezony grał w szwajcarskim SR Delémont.
Latem 2003 roku Shereni przeszedł do FC Istres, grającym we francuskiej Ligue 2. Zadebiutował w nim 30 sierpnia 2003 w wygranym 2:0 domowym spotkaniu z Troyes AC. Po pół roku gry w Istres odszedł do pierwszoligowego En Avant Guingamp, w którym po raz pierwszy wystąpił 10 stycznia 2004 w meczu z RC Strasbourg (3:2). Wiosną 2004 spadł z Guingamp do Ligue 2 i w barwach tego klubu grał do 2007 roku.
Kolejnym zespołem w karierze Zimbabwejczyka stał się FC Nantes. Zadebiutował w nim 30 lipca 2007 roku w zwycięskim 5:0 meczu ze Stade de Reims. W 2008 roku awansował z Nantes do pierwszej ligi, jednak latem został wypożyczony do drugoligowego Strasbourga (debiut: 15 sierpnia 2008 w wygranym 1:0 spotkaniu z Bastią). W 2009 roku wrócił do Nantes, które spadło do Ligue 2.
| Sezon   | Klub              | Kraj       | Rozgrywki        | Mecze | Bramki |
| ------- | ----------------- | ---------- | ---------------- | ----- | ------ |
| 1995    | Dynamos Harare    | Zimbabwe   | Premier League   | ?     | ?      |
| 1996    | Dynamos Harare    | Zimbabwe   | Premier League   | ?     | ?      |
| 1997    | Dynamos Harare    | Zimbabwe   | Premier League   | ?     | ?      |
| 1998/99 | Dynamos Harare    | Zimbabwe   | Premier League   | ?     | ?      |
| 1999/00 | SR Delémont       | Szwajcaria | Super League     | 18    | 0      |
| 2000/01 | SR Delémont       | Szwajcaria | Challenge League | 12    | 0      |
| 2001/02 | SR Delémont       | Szwajcaria | Challenge League | 27    | 3      |
| 2002/03 | SR Delémont       | Szwajcaria | Challenge League | 32    | 2      |
| 2003/04 | FC Istres         | Francja    | Ligue 2          | 14    | 0      |
| 2003/04 | En Avant Guingamp | Francja    | Ligue 1          | 15    | 2      |
| 2004/05 | En Avant Guingamp | Francja    | Ligue 2          | 24    | 2      |
| 2005/06 | En Avant Guingamp | Francja    | Ligue 2          | 25    | 0      |
| 2006/07 | En Avant Guingamp | Francja    | Ligue 2          | 23    | 4      |
| 2007/08 | FC Nantes         | Francja    | Ligue 2          | 33    | 6      |
| 2008/09 | RC Strasbourg     | Francja    | Ligue 2          | 26    | 4      |
| 2009/10 | FC Nantes         | Francja    | Ligue 2          | 15    | 1      |

## Kariera reprezentacyjna
W reprezentacji Zimbabwe Shereni zadebiutował w 2000 roku. W 2004 roku był w kadrze Zimbabwe na Puchar Narodów Afryki 2004, na którym rozegrał jedno spotkanie, z Algierią (2:1). W latach 2000–2008 rozegrał w kadrze narodowej 23 spotkania i strzelił 5 goli.